# Sophia (アルバム)
『Sophia』（ソフィア）は、山下久美子の6thスタジオ・アルバムで、1983年7月21日にシングル「こっちをお向きよソフィア」と同時に、日本コロムビア/BLOW UPから発売された。

## 概要
キャッチコピーは「こっちを向いてくんなけりゃ、イヤッ。」。
前作から約8か月ぶりとなるスタジオ・アルバムで、コ・プロデューサーにヒュー・マクラッケンを起用し、レコーディングはアメリカニューヨークにあるレコーディングスタジオ『ザ・パワー・ステーション』で行われた。

## 制作
1982年に発売された「赤道小町ドキッ」の様なテクノ色強めな方向性も一段落した頃に、日本コロムビアの宣伝担当（当時）だった渡部洋二郎が「次のアルバムはやっぱりニューヨーク録音でしょう」という提案で、製作が進められた。
ただ、山下のディレクターだった福岡智彦は、「単に海外がイヤ」「自信がない」という理由で海外でのレコーディングは反対を貫いていた。その間に、渡部がコーディネーターを探し、ほとんどの段取りをセットアップしてしまった挙句、音楽プロデューサーをヒュー・マクラッケンに依頼したこともいつのまにか決まっていたという。また、福岡は当時、ヒュー・マクラッケンのことを全く知らなかったと語っている。

## レコーディング
レコーディングは、アメリカニューヨークにあるレコーディングスタジオ『ザ・パワー・ステーション』で行われ、レコーディング・エンジニアに、ラリー・アレクサンダー、参加ミュージシャンに、リック・マロッタ（ドラム）、トニー・レヴィン（ベース）、ドン・グロルニック（キーボード）が参加した。セッションは、夜の8時に開始され、終わるのは夜中過ぎだったという。
福岡は、自分の希望を伝えて修正をお願いしようとするものの、英語では上手く伝えることができず、通訳として同行した折重静子と一緒に会話を交わすものの、折重にとって初めてのレコーディングの仕事だったため、専門用語をうまく福岡に伝えることができなかったという。

## 収録曲

### SIDE A
| 全編曲: Hugh McCracken。 |                                  |           |            |       |
| #                        | タイトル                         | 作詞      | 作曲       | 時間  |
| 1.                       | 「ちょいまちBabyなごりのキスが」 | 銀色夏生  | 大沢誉志幸 | 3:27  |
| 2.                       | 「LOVERステッカー」              | 銀色夏生  | 亀井登志夫 | 4:07  |
| 3.                       | 「恋する乙女」                   | Kumiko    | Kumiko     | 3:57  |
| 4.                       | 「今夜もBad Trip」               | 銀色夏生  | 大沢誉志幸 | 3:32  |
| 5.                       | 「気持ちいいじゃないTonight」    | Kumiko    | 岡本一生   | 4:10  |
| 合計時間:                | 合計時間:                        | 合計時間: | 合計時間:  | 19:13 |

### SIDE B
| 全編曲: Hugh McCracken。 |                               |           |            |       |
| #                        | タイトル                      | 作詞      | 作曲       | 時間  |
| 1.                       | 「こっちをお向きよソフィア」  | 康珍化    | 大沢誉志幸 | 4:06  |
| 2.                       | 「I Know, You Know」          | 下田逸郎  | 後藤次利   | 4:34  |
| 3.                       | 「Please Don't Go」           | Kumiko    | NOBODY     | 4:07  |
| 4.                       | 「Darlin' Darlin'」           | 竹花一子  | NOBODY     | 3:47  |
| 5.                       | 「秋ラメきれないNight Movie」 | 銀色夏生  | 筒美京平   | 2:25  |
| 合計時間:                | 合計時間:                     | 合計時間: | 合計時間:  | 18:59 |

## 楽曲解説

### SIDE A
1. ちょいまちBabyなごりのキスが
  - 2013年にリリースされた大澤誉志幸とのコラボレーションアルバム『&Friends』[4]にてセルフカヴァーした。
2. LOVERステッカー
  - ヒュー・マクラッケンの紹介で、コーラスにカーリー・サイモンが参加した。山下のディレクターだった福岡智彦は、カーリーに日本語でコーラスを依頼したため、「さすがにギャラを払わないとまずいかもしれないけど、いったいいくら払えばいいんだ」と思いながら、マクラッケンに相談したところ、「お花でもプレゼントすればいいよ」と近くの店で買ってきた花束を差し出したという[5]。
  - 2014年にリリースされた大澤誉志幸とのコラボレーションアルバム『&Friends II』[6]にてセルフカヴァーした。
3. 恋する乙女
4. 今夜もBad Trip
5. 気持ちいいじゃないTonight
  - ヒュー・マクラッケンの紹介で、ビリー・ジョエルがシンセサイザーのベル音を挿入した。当時ビリーは、足を骨折しており松葉杖でスタジオ入りしたという[5]。その時ビリーは、「ギプスにサインをしてくれ」と頼まれ、山下はマジックでサインを書き、福岡は、ノートにビリーのサインを書いてもらったという[5]。また、「LOVERステッカー」同様、コーラスにカーリー・サイモンが参加した。

### SIDE B
1. こっちをお向きよソフィア
  - アルバムと同時発売されたシングル。
2. I Know, You Know
3. Please Don't Go
4. Darlin' Darlin'
5. 秋ラメきれないNight Movie
  - シングル「こっちをお向きよソフィア」のB面曲。

## 参加ミュージシャン
- Guitar：Hugh McCracken
- Drums：Rick Marotta
- Bass：Tony Levin
- Keyboards：Don Grolnick
- Synth. & Synth. Programming：Billy Alessi (Qwest Records)
- Chorus：Carly Simon (W.E.A Records), Susan Collins, Rachele Cappelli, Angela Cappelli, Billy Alessi, Bobby Alessi (Qwest Records), 大沢誉志幸 (Epic Sony Records)

### Special Thanks
- Carly Simon
- Melissa Williams
- Billy Joel